# 820 (szám)
A 820 (római számmal: DCCCXX) egy természetes szám.

## A szám a matematikában
A tízes számrendszerbeli 820-as a kettes számrendszerben 1100110100, a nyolcas számrendszerben 1464, a tizenhatos számrendszerben 334 alakban írható fel.
A 820 páros szám, összetett szám, kanonikus alakban a 22 · 51 · 411 szorzattal, normálalakban a 8,2 · 102 szorzattal írható fel. Tizenkettő osztója van a természetes számok halmazán, ezek növekvő sorrendben: 1, 2, 4, 5, 10, 20, 41, 82, 164, 205, 410 és 820.
Háromszögszám és középpontos kilencszögszám. Húszszögszám.
A 820 négyzete 672 400, köbe 551 368 000, négyzetgyöke 28,63564, köbgyöke 9,35990, reciproka 0,0012195. A 820 egység sugarú kör kerülete 5152,21195 egység, területe 2 112 406,900 területegység; a 820 egység sugarú gömb térfogata 2 309 564 877,6 térfogategység.